# Curuba

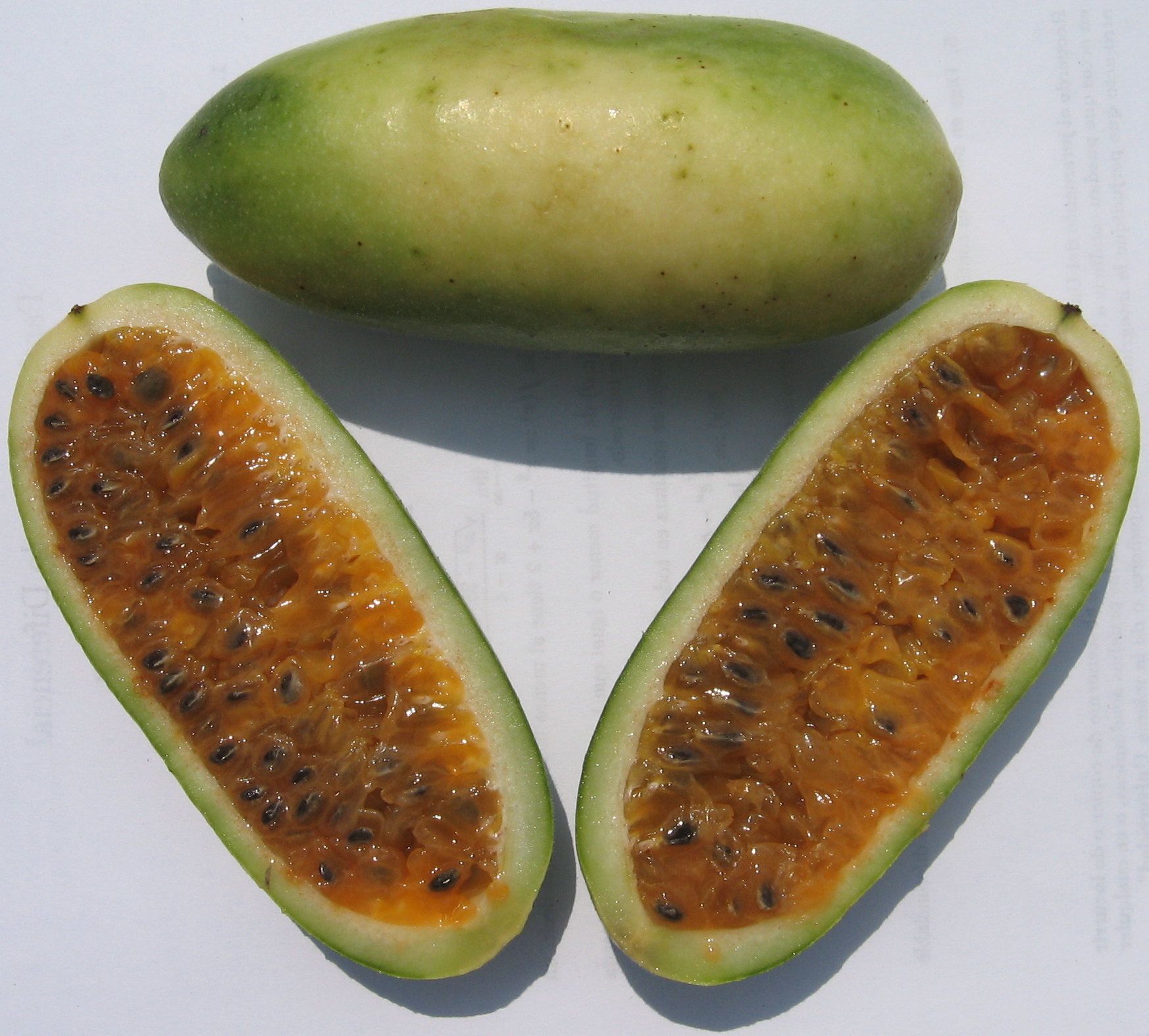
Curuba

Curuba, tacso of bananenpassievrucht is de naam van de passievruchten van bepaalde soorten passiebloemen (Passiflora) uit de supersectie Tacsonia. De vruchten zijn langwerpig en hebben een zachtbehaarde schil. De soorten met een gele schil, de vruchten van Passiflora tarminiana en Passiflora tripartita var. mollissima worden op de grootste schaal gekweekt. In alle landen in de Andes zijn kwekerijen van deze soorten te vinden. De curuba van Passiflora tripartita var. mollissima, de "curuba de Castilla" is de nationale vrucht van Colombia. Curuba's worden af en toe in Europa op de markt aangeboden. Niet alle soorten uit de supersectie Tacsonia hebben langwerpige vruchten. De vruchten van Passiflora pinnatistipula zijn bolvormig en worden gulupa genoemd.

## Soorten met curuba's
- Passiflora ampullacea
- Passiflora antioquiensis
- Passiflora cumbalensis
- Passiflora mixta
- Passiflora tarminiana
- Passiflora tripartita
  - Passiflora tripartita var. azuayensis
  - Passiflora tripartita var. mollissima (synoniem: Passiflora mollissima)
  - Passiflora tripartita var. tripartita
- Passiflora ×exoniensis (Passiflora antioquiensis × Passiflora tripartita var. mollissima)